# J-Rad

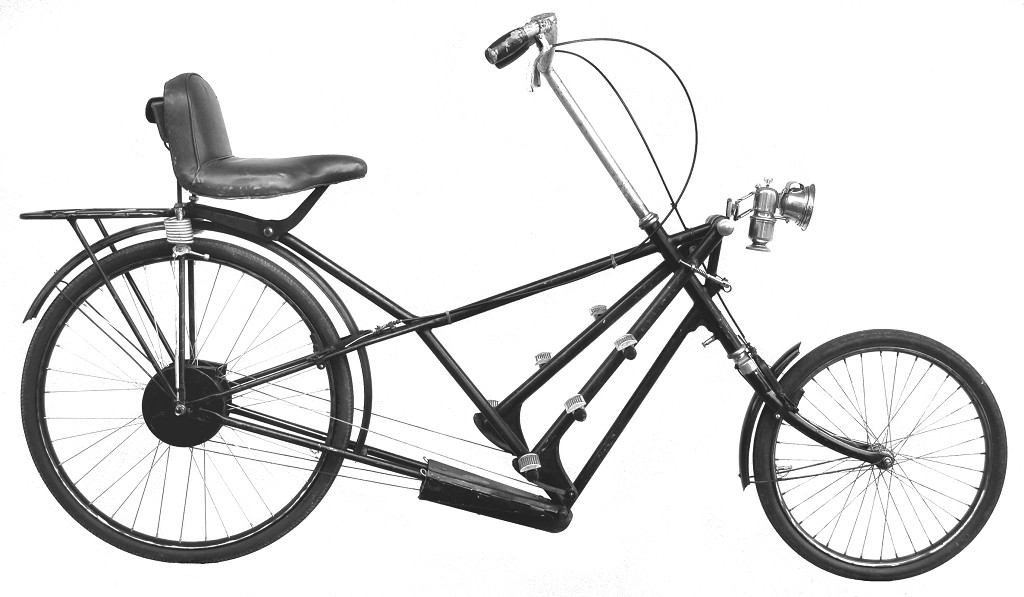
J-Rad, 1921, Sesselrad, gerader Rahmen

Das J-Rad ist ein vom österreichischen Ingenieur und Aerodynamiker Paul Jaray erfundenes und im Jahre 1921 in der Schweiz zum Patent angemeldetes Fahrzeug mit Fußhebelantrieb.

## Ausführung

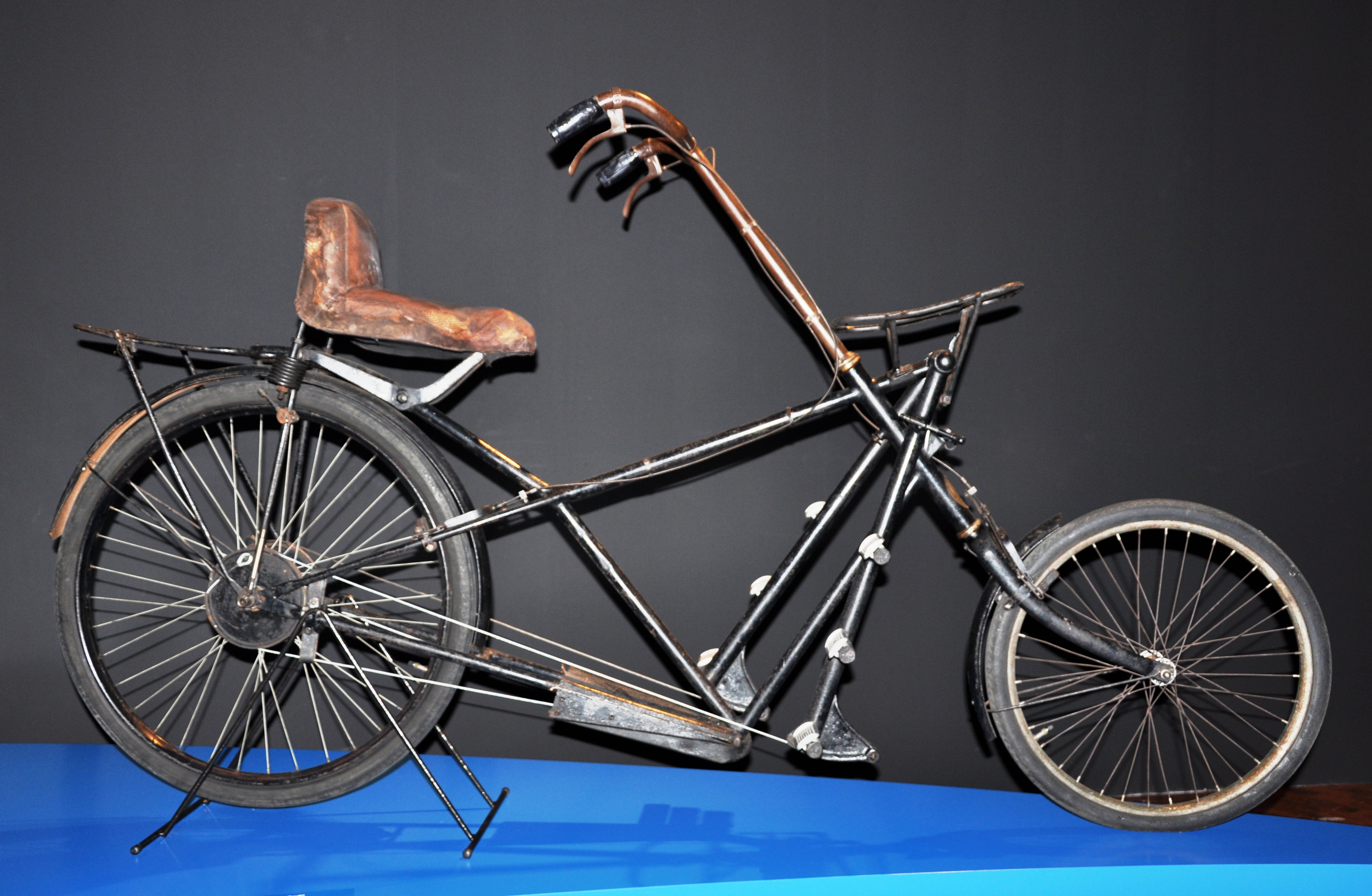
J-Rad, im Besitz des Technoseums

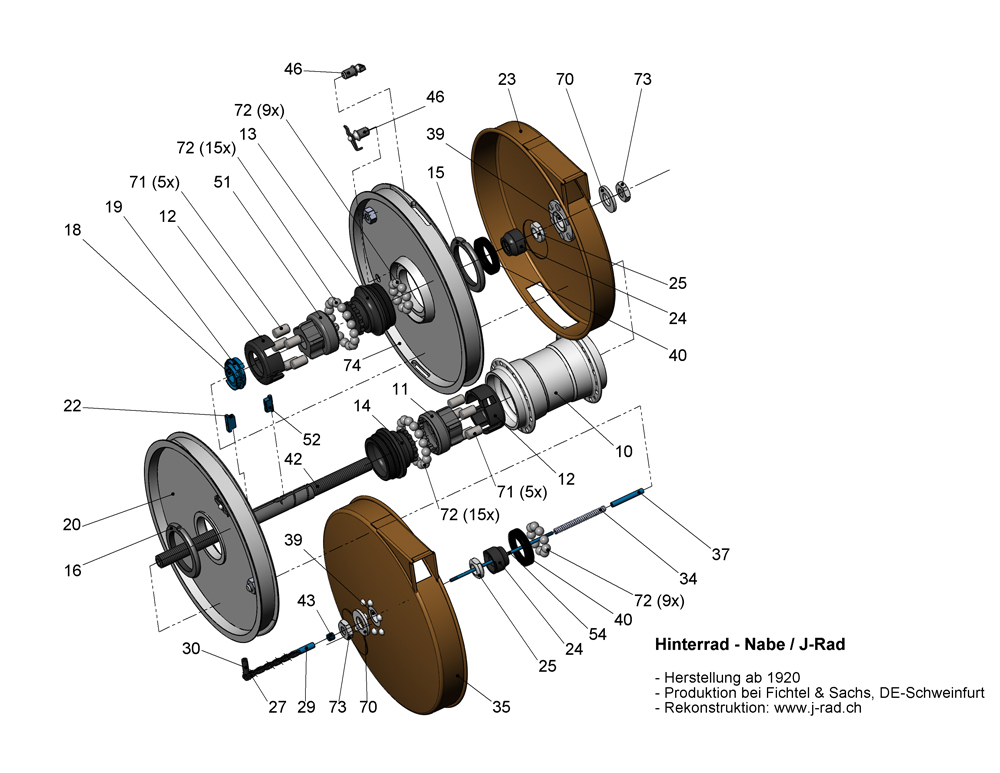
J-Rad, 1921, Hinterradnabe, Explosionszeichnung

Das J-Rad besaß statt Pedalen Trethebel, die über Drahtseile das Hinterrad antrieben. Durch die Positionierung der Füße auf Rasten, die in drei unterschiedlichen Höhen an den Trethebeln angebracht waren, konnte die Hebelwirkung und damit die Übersetzung beeinflusst werden. Zudem war im Hinterrad eine Torpedo-Nabenschaltung mit zwei oder drei Gängen. Diese Kombination ermöglichte insgesamt sechs oder neun Gänge, was das J-Rad von anderen Liegerädern der Zeit unterschied und ein Grund für seinen moderaten Erfolg gewesen sein könnte. An Vorder- und Hinterrad war zum Verzögern je eine Felgenbremse angebracht.
Durch die relativ kleinen Räder und die tiefe Sitzposition ergab sich ein günstiger Schwerpunkt; es wird auch von einem Sesselrad gesprochen. Die flache Sitzposition sorgte ebenso für einen gegenüber dem normalen Niederrad geringeren Luftwiderstand.
Als Zubehör erhältlich waren Gepäckträger, die über Vorder- und Hinterrad angebracht waren, zudem Beleuchtung, Ständer und Regenschutz.
Gebaut wurde das J-Rad ab 1921 bei den Hesperus-Werken in Cannstatt. Nach ca. 4000 Stück wurde die Produktion aber bereits 1923 wieder eingestellt. Nach mündlicher Überlieferung soll „wegen tödlicher Unfälle infolge Materialfehler“ sowie „ein Gerichtsverfahren“ die Produktion eingestellt worden sein. Diese Aussage konnte bis heute nicht belegt werden.